# Cambridge English Corpus
Il Cambridge English Corpus è una raccolta di miliardi di parole della lingua inglese. Il Cambridge English Corpus (CEC) contiene dati provenienti da diverse fonti scritte e orali, del British English o dell'American English. All'interno del CEC si trova il Cambridge Learner Corpus (CLC), che contiene oltre 40 milioni di parole provenienti dalle risposte date dagli studenti di inglese che hanno sostenuto gli esami di certificazione Cambridge English.
Il Cambridge English Corpus è utilizzato per creare i libri per l'insegnamento della lingua inglese della Cambridge University Press e per le ricerche linguistiche dell'Università di Cambridge. Attualmente solo gli autori e i ricercatori della Cambridge University Press e del Cambridge English Language Assessment possono accedervi.
Il Cambridge English Corpus contiene 1,8 miliardi di parole.

## Lingua scritta
Il Cambridge English Corpus contiene migliaia di casi di uso moderno della lingua inglese tratti da differenti fonti come quotidiani, magazine, racconti, lettere, email, libri di testo, siti internet e molte altre fonti.

## Lingua parlata
Il Cambridge English Corpus contiene una grande varietà di termini utilizzati quotidianamente nell'inglese parlato raccolti da differenti fonti tra cui conversazioni, chiamate telefoniche, programmi radiofonici, presentazioni pubbliche, meeting, letture e programmi televisivi.

## Cambridge Learner Corpus
Il Cambridge Learner Corpus (CLC) è una raccolta delle prove scritte delle note certificazioni della lingua inglese Cambridge e raccolte grazie alla collaborazione del Cambridge English Language Assessment. Il CLC contiene le prove di oltre 5 milioni di studenti di circa 173 paesi, tra cui l'Italia. Gli esami attualmente inclusi sono:
- KET Key English Test (e KET for schools)
- PET Preliminary English Test (e PET for schools)
- FCE First Certificate in English
- CAE Certificate in Advanced English
- CPE Certificate of Proficiency in English
- BEC Business English Certificate
- IELTS International English Language Testing System
- CELS Certificates in English Language Skills
- ILEC International Legal English Certificate
- International Certificate in Financial English
- Skills for Life

Gli autori della Cambridge University Press che possono accedere al corpus possono utilizzare queste informazioni per individuare gli errori più comuni degli studenti per creare testi capaci di permettere agli studenti di evitare questi errori.
Le informazioni del corpus permettono inoltre di facilitare il lavoro dell'English Profile, un programma per la diffusione globale della conoscenza dell'inglese in cui collaborano Cambridge University Press, Cambridge English Language Assessment, l'Università di Cambridge, l'Università di Bedfordshire, il British Council and English UK. Scopo del progetto è descrivere le conoscenze linguistiche dell'inglese di ogni livello del Common European Framework of Reference (CEFR).